# Yoo Na Kim
Yoo Na Kim (Hangul: 김유나; Seul, 14 de abril de 1984) é uma escritora, jornalista e empresária coreana-brasileira, conhecida como embaixadora da Coreia no Bom Retiro. É diretora-fundadora do Centro Cultural Hallyu e dedica-se a divulgar a cultura coreana no Brasil.

## Biografia
Aos 6 anos veio para o Brasil com seus pais morar com os avós maternos, em São Paulo. Desde a época de estudante trabalhou como tradutora e intérprete nas rodadas de negócios do KOTRA (setor comercial do Consulado da República da Coreia). Fez parte da equipe de tradução nas visitas oficiais de presidentes sul-coreanos, bem como intérprete do embaixador da Coreia no Brasil.
Formou-se em Comunicação Social com habilitação em Jornalismo pela Universidade Anhembi Morumbi e começou a carreira publicando livros relacionados à Coreia. Com um projeto que começou como voluntariado em dar aulas de lingua coreana - Hangul, publicou um livro básico para ajudar seus alunos. Em seguida, visando a ajudar pessoas de todo o Brasil, criou um canal no YouTube e vem publicando aulas gratuitamente desde novembro de 2015.
Por dedicar seu tempo ao trabalho voluntário na comunidade e em especial à comunicação entre os brasileiros e os coreanos que vivem no Brasil, se nomeou como "Embaixadora da Coreia no Bom Retiro", bairro homenageado através da Lei nº15.110 - do vereador Toninho Paiva no dia 07/06/2010 como Bom Retiro - Pólo Cultural das Tradições Coreanas. Criou a empresa R.E.D.E. Brasil, que atuou no mercado atendendo às empresas multinacionais e orgãos coreanas com fornecimento recursos humanos em forma de serviço terceirizado nos projetos.
Em julho de 2016 fundou o Centro Cultural Hallyu, uma associação privada para divulgação de vários aspectos da cultura coreana no Brasil, com exposições e atividades como ensino da língua coreana, dança folclórica e gastronomia, entre outros.

## Livros publicados
- 2008 - A Jovem Coreia[4] : Um almanaque sobre uma das imigrações mais recentes do Brasil – Editora Ssua
- 2009 - Na Moda[5] – Editora Yamato
- 2009 - 50 Anos de Relações Diplomáticas Brasil e Coreia[6] – Editora INK
- 2010 - Na Moda 2 – Editora Yamato
- 2011 - Na Moda 3 – Editora Yamato
- 2013 - Brasil e Coreia: 50 anos de Amizade[7]– Editora Dawon
- 2015 - Aprendendo Hangul – Básico 1[8] – Editora Dawon
- 2016 - Aprendendo Hangul – Básico 2[9] – Editora Dawon

## Boneca Yoo Na Kim
Em 2015, Yoo Na Kim criou uma boneca com trajes tradicionais que são usados no aniversário de 1 ano das crianças coreanas. Com o lucro da venda destas bonecas criou um fundo para distribuir bolsas de estudo para brasileiros que queiram estudar na Coreia. O primeiro bolsista foi para a Universidade de Seul em janeiro de 2017, com previsão de concluir o curso e voltar ao Brasil em 2020.